# Shota Mishvelidze
Shota Mishvelidze (en georgiano: შოთა მიშველიძე; 18 de octubre de 1994) es un deportista georgiano que compite en halterofilia.
Ganó dos medallas en el Campeonato Mundial de Halterofilia, plata en 2021 y bronce en 2017, y cinco medallas en el Campeonato Europeo de Halterofilia entre los años 2018 y 2024.
Participó en los Juegos Olímpicos de Tokio 2020, ocupando el séptimo lugar en la categoría de 61 kg.

## Palmarés internacional
| Campeonato Mundial | Campeonato Mundial       | Campeonato Mundial | Campeonato Mundial |
| Año                | Lugar                    | Medalla            | Categoría          |
| ------------------ | ------------------------ | ------------------ | ------------------ |
| 2017               | Anaheim (Estados Unidos) | Medalla de bronce  | 62 kg              |
| 2021               | Taskent (Uzbekistán)     | Medalla de plata   | 61 kg              |
| Campeonato Europeo |                          |                    |                    |
| Año                | Lugar                    | Medalla            | Categoría          |
| 2018               | Bucarest (Rumania)       | Medalla de oro     | 62 kg              |
| 2021               | Moscú (Rusia)            | Medalla de plata   | 61 kg              |
| 2022               | Tirana (Albania)         | Medalla de plata   | 67 kg              |
| 2023               | Ereván (Armenia)         | Medalla de oro     | 61 kg              |
| 2024               | Sofía (Bulgaria)         | Medalla de bronce  | 61 kg              |